# 1919 na política

## Eventos
- 16 de Janeiro - Delfim Moreira assume a presidência do Brasil em caráter efetivo após a morte de Rodrigues Alves
- 18 de Janeiro - Reunião da Conferência de Paz de Paris. para o estabelecimento das condições de paz com a Alemanha
- 3 de Fevereiro - tropas da União Soviética ocupam a Ucrânia
- 23 de Março - Mussolini funda a organização fascista "Fasci Italiani di Combattimento" que, mais tarde, daria origem ao Partido Fascista.
- 13 de Abril - Epitácio Pessoa é eleito presidente do Brasil.
- 28 de Abril - por sugestão do presidente norte-amercano, Woodrow Wilson, foi criada a Liga das Nações.
- 4 de Junho - os Estados Unidos invadem a Costa Rica.
- 28 de Junho - assinado o Tratado de Versalhes durante a Conferência de Paz de Paris.
- 27 de Julho - Antonio Maura y Montaner substitui Álvaro Figueroa y Torres Mendieta como presidente do governo de Espanha.
- 28 de Julho - Epitácio Pessoa substitui Delfim Moreira como presidente do Brasil.
- Joaquín Sánchez de Toca Calov substitui Antonio Maura y Montaner como presidente do governo de Espanha.
- Manuel Allendesalazar Muñoz de Salazar substitui Joaquín Sánchez de Toca Calov como presidente do governo de Espanha.

## Nascimentos
| Data            | Nome                     | Profissão | Nacionalidade        | Observações | Ref   |
| --------------- | ------------------------ | --- | -------------------- | ----------- | ----- |
| 18 de fevereiro | Raul Brunini             | locutor e político | Brasil               | m. 2009     |       |
| 19 de fevereiro | Sérgio Correia da Costa  | historiador e diplomata | Brasil               | m. 2005     |       |
| 1 de março      | João Goulart             | 27º Presidente do Brasil | Brasil               | m. 1976     |       |
| 17 de abril     | Osvaldo Dorticós Torrado | presidente de Cuba de 1959 a 1976 | Cuba                 | m. 1983     |       |
| 24 de abril     | Glafkos Klerides         | presidente de Chipre em 1974 e de 1993 a 2003                                                                                         | Reino Unido (Chipre) |             |       |
| 7 de maio       | Eva Perón ou Evita       | atriz, líder política e primeira-dama da Argentina                                                                                    | Argentina            | m. 1952     |       |
| 30 de maio      | René Barrientos Ortuño   | Vice-presidente em 1964 e presidente da Bolívia de 1964 a 1965 e de 1966 a 1969                                                       | Bolívia              | m. 1969     |       |
| 16 de junho     | Choi Kyu-hah             | presidente da Coreia do Sul de 1979 a 1980, ministro dos Negócios Estrangeiros de 1967 a 1971 e como primeiro-ministro de 1975 a 1979 | Coreia do Sul        | m. 2006     |       |
| 8 de julho      | Walter Scheel            | político alemão e presidente da Alemanha de 1974 a 1979                                                                               | Alemanha             |             | [ 1 ] |
| 8 de outubro    | Kiichi Miyazawa          | primeiro-ministro do Japão | Japão                | m. 2007     |       |
| 10 de novembro  | Mikhail Kalashnikov      | inventor da arma AK-47 | União Soviética      |             |       |
| 20 de agosto    | Adamantíos Andrutsópulos | primeiro-ministro da Grécia | Grécia               | m. 2000     |       |

## Mortes
| Data           | Nome                               | Profissão                                    | Nacionalidade  | Observações               | Ref   |
| -------------- | ---------------------------------- | -------------------------------------------- | -------------- | ------------------------- | ----- |
| 6 de janeiro   | Theodore Roosevelt                 | presidente dos Estados Unidos de 1901 a 1909 | Estados Unidos | n. 1858 Nobel da Paz 1906 | [ 2 ] |
| 16 de janeiro  | Francisco de Paula Rodrigues Alves | presidente do Brasil                         | Brasil         | n. 1848                   |       |
| 8 de fevereiro | Júlio de Castilho                  | jornalista, poeta, escritor e político       | Portugal       | n. 1840                   |       |
| 15 de junho    | Sabino Barroso                     | jornalista e político                        | Brasil         | n. 1850                   |       |
| 2 de outubro   | Victorino de la Plaza              | presidente da Argentina de 1914 a 1916       | Argentina      | n. 1840                   |       |